# Poligny, Hautes-Alpes

Poligny este o comună în departamentul Hautes-Alpes, Franța. În 1 ianuarie 2022 avea o populație de 337 de locuitori.